# ناحیه آلاسکا
ناحیه آلاسکا (به انگلیسی: District of Alaska) به نوع اداره آلاسکا از ۱۷ مه ۱۸۸۴ تا ۲۴ اوت ۱۹۱۲ و زمانی که تبدیل به قلمروی آلاسکا شد اطلاق می‌گردد. پیشتر این منطقه بخش آلاسکا نامیده می‌شد. ژنرال جفرسن سی. دیویس، افسر نیروی زمینی ایالات متحده آمریکا به عنوان نخستین رئیس این منطقه برگزیده شد.